# Victory Songs
Victory Songs és el tercer àlbum d'Ensiferum, d'estil folk metal/viking metal. Va ser llançat el 20 d'abril de 2007 per Spinefarm i fou el primer àlbum de llarga durada del grup.

## Temes
1. "Ad Victoriam" (Enho-Hinkka-Toivonen) – 3:10
2. "Blood Is the Price of Glory" (Toivonen-Miettinen/Hinkka) – 5:17
3. "Deathbringer from the Sky" (Hinkka-Toivonen/Hinkka) – 5:10
4. "Ahti" (Toivonen/Hinkka) – 3:55
5. "One More Magic Potion" (Toivonen/Hinkka) – 5:22
6. "Wanderer" (Toivonen/Hinkka) – 6:32
7. "Raised by the Sword" (Enho-Toivonen/Enho) – 6:10
8. "The New Dawn" (Lindroos-Toivonen/Lindroos) – 3:42
9. "Victory Song" (Toivonen-Hinkka-Miettinen/Hinkka) – 10:38
10. "Lady in Black" – 4:34 (versió d'Uriah Heep) (Bonus)

## Autors
- Petri Lindroos – Guitarres, vocal
- Markus Toivonen – Guitarres, vocal, acústic
- Meiju Enho – Teclat
- Sami Hinkka – Vocal
- Janne Parviainen – Bateria